# Dypsis hildebrandtii
Dypsis hildebrandtii – gatunek palmy z rzędu arekowców (Arecales). Występuje endemicznie na Madagaskarze, w prowincjach Antananarywa, Fianarantsoa oraz Toamasina.
Rośnie zarówno w bioklimacie wilgotnym, średniowilgotnym jak i górskim. Występuje na wysokości do 1500 m n.p.m.